# 螫毛

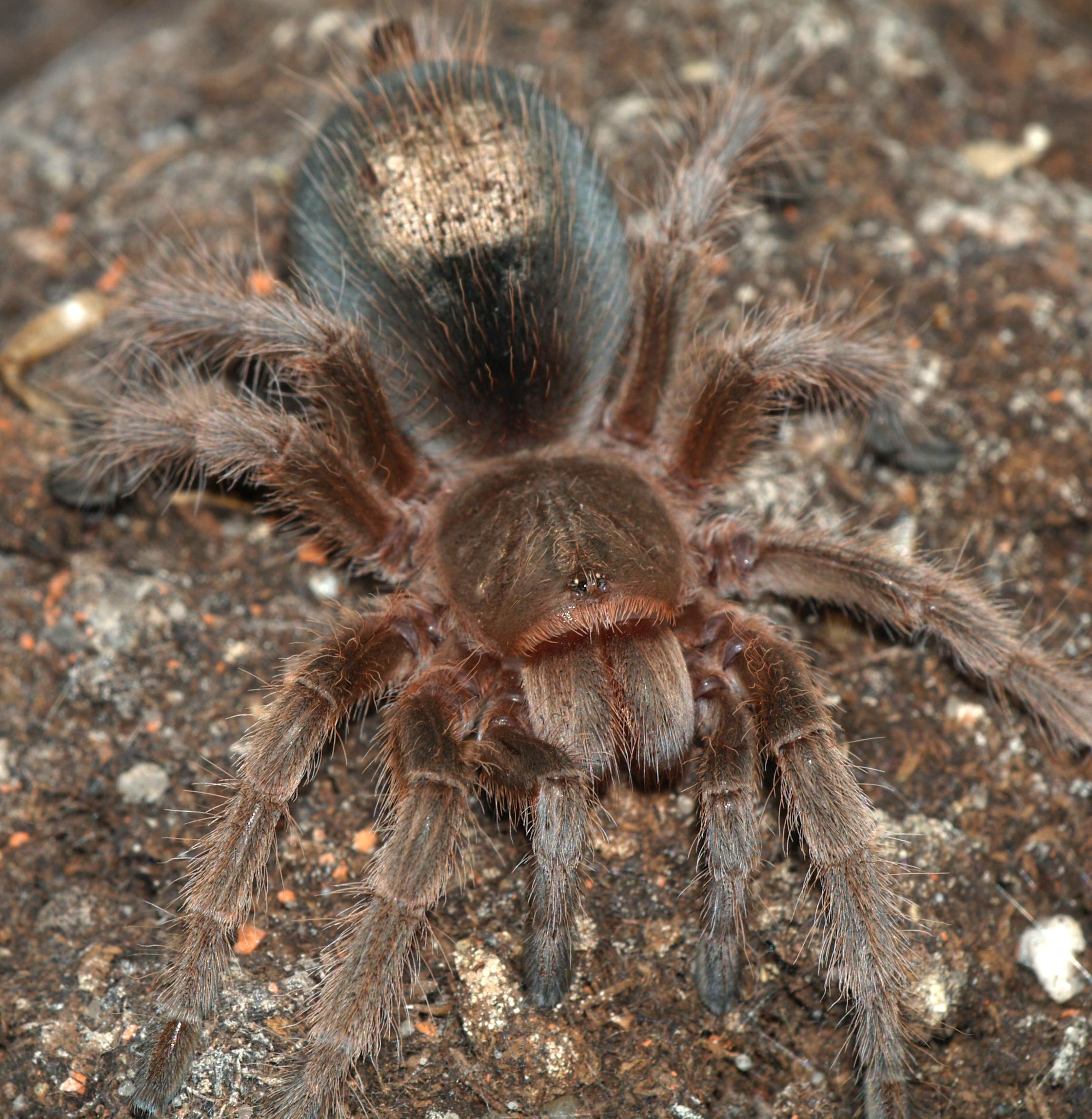
一隻年輕的智利紅玫瑰蜘蛛，身上的螫毛反光來自相機閃光燈。

螫毛（英語：Urticating hairs）又稱刺毛、焮毛，為數種植物、新世界捕鳥蛛科物種及鱗翅目毛蟲的主要天敵防禦適應。螫毛英文的字根「Urtica」來自於拉丁文的「"nettle"」，為蕁麻的意思。螫毛指得是蕁麻及數科植物莖、葉和花序表面特化的絨毛，同時也指生長於捕鳥蛛與毛蟲腹部後側及背側的刺毛。捕鳥蛛可以用後腿將腹部上的螫毛刷落，使其螫入攻擊者的皮膚或是眼睛，造成物理性上的刺激以及不舒服感。

## 植物

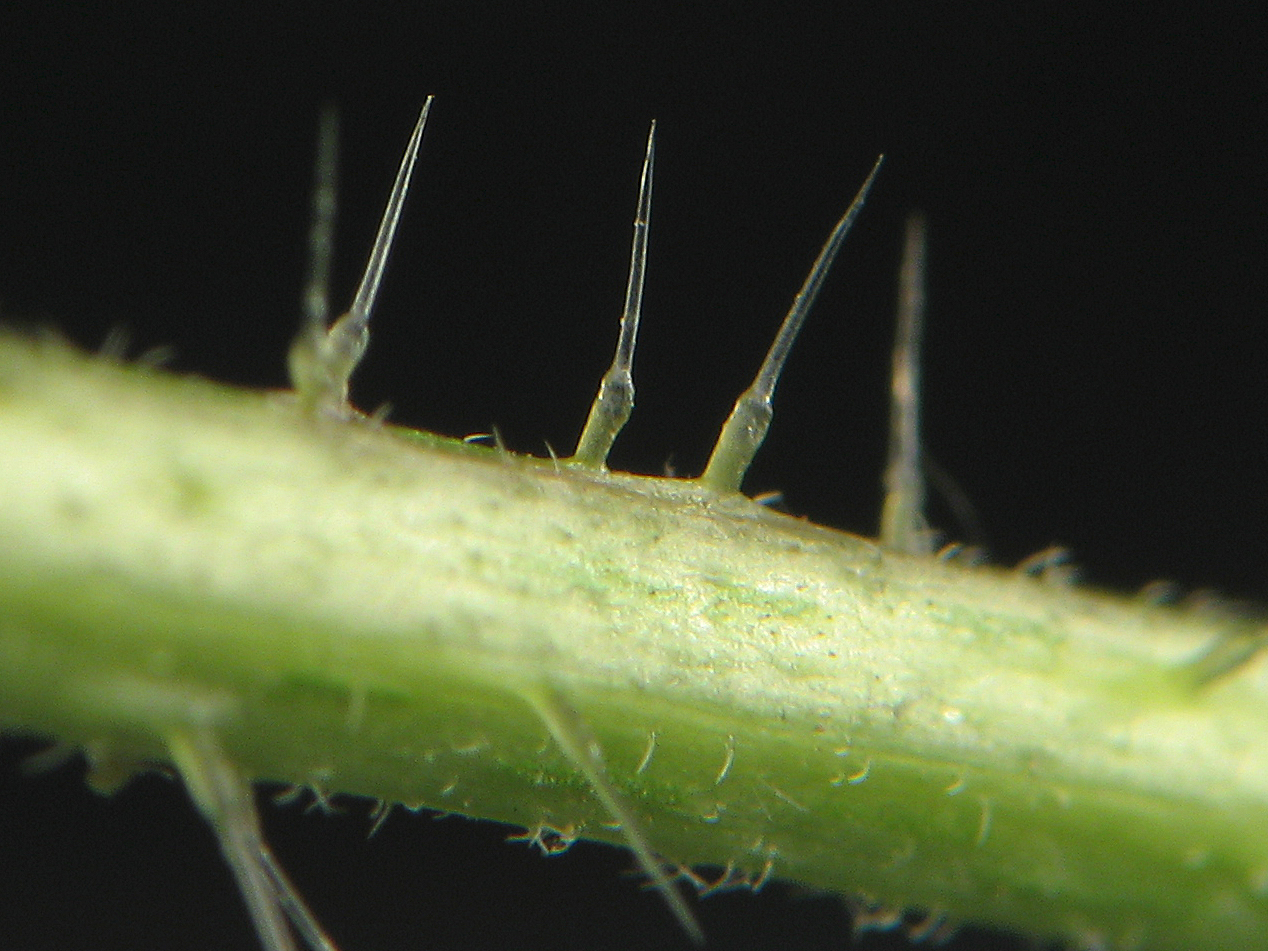
異株蕁麻莖上的螫毛

螫毛常見於蕁麻科的植物，它們的螫毛為長度約1至2（0.039至0.079英寸）的透明尖銳中空針管，連結著分泌刺激性液體（多為蟻酸，但也包含其他成分）的腺體。當皮膚碰觸到這些螫毛時，這些中空螫毛的末端會扎入皮膚並斷裂，並將刺激性的液體注入到碰觸者的體內。許多非蕁麻科的植物也具有類似的防禦機制，也因此在俗名中也會使用蕁麻作為通稱（例如：大戟科的牛蕁麻）。

## 鱗翅目

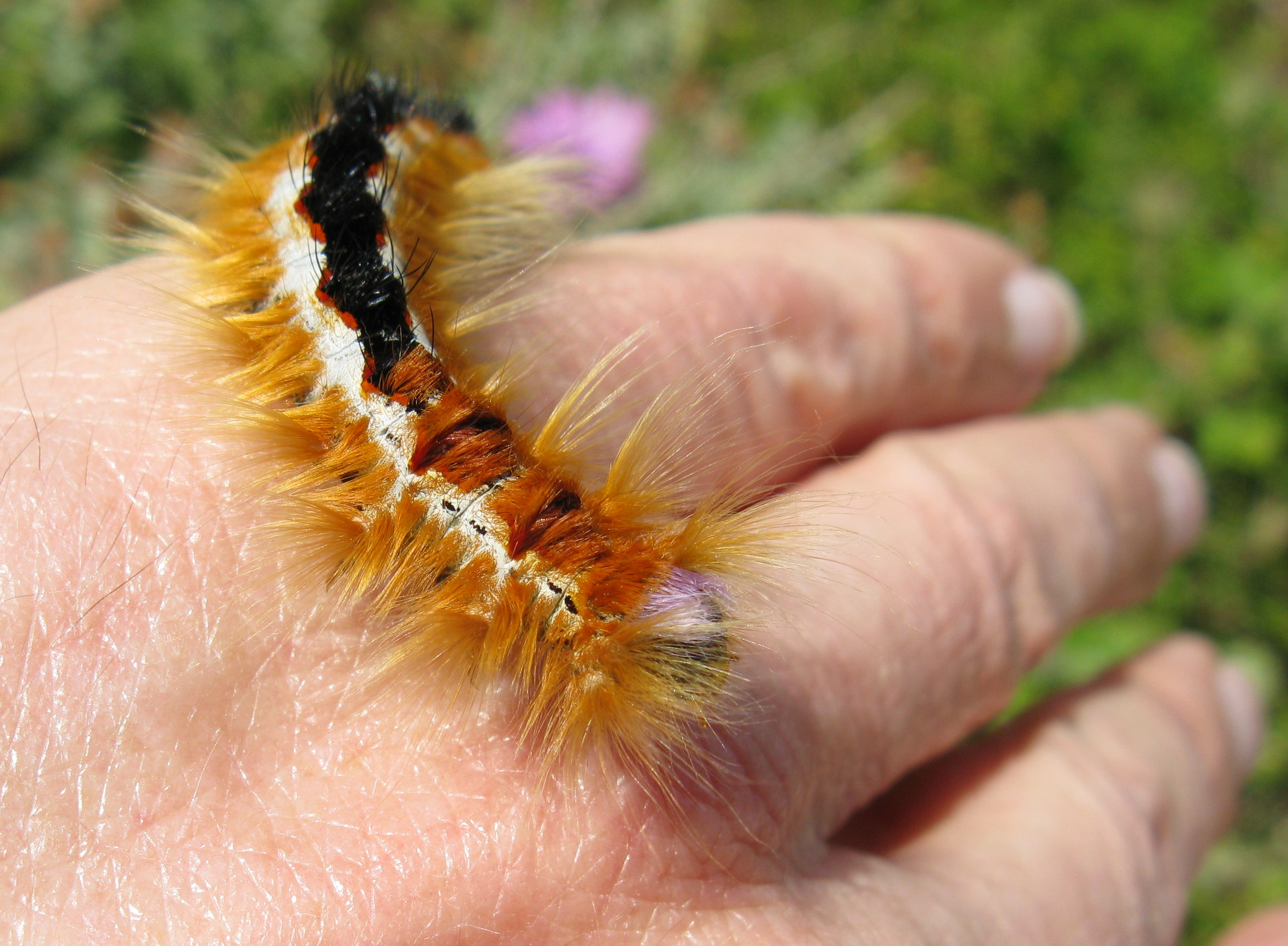
枯葉蛾科Eutricha capensis的毛蟲全身覆蓋著橘色的螫毛

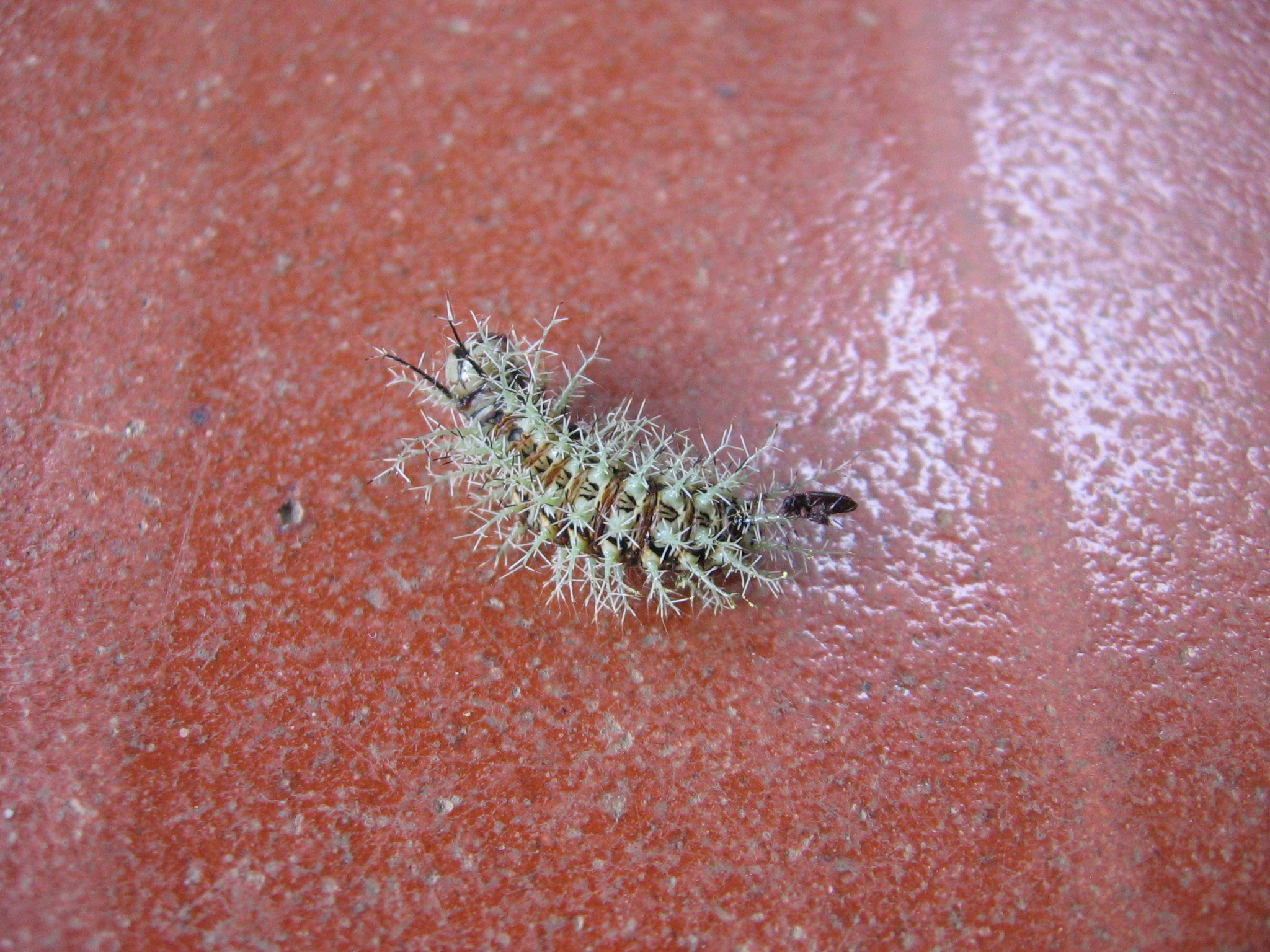
天蠶蛾科Lonomia obliqua的毛蟲，為毒性最強的毛蟲之一，嚴重的案例可能會威脅性命並需要使用抗毒血清進行治療

數科鱗翅目物種的幼體長有螫毛，包括：
- 燈蛾亞科
- 澳洲蠶蛾科
- 蠶蛾科
- 裳蛾科
- 帶蛾科
- 枯葉蛾科
- 刺蛾科
- 毒蛾亞科（英语：Lymantriinae）
- 絨蛾科
- 夜蛾科
- 舟蛾科
- 蛺蝶科
- 天蠶蛾科
- 帶蛾科

某些物種的成體也具有帶螫刺的鱗毛，雌蟲會將這些鱗毛披覆在所產下的卵上以用來保護它們。而在結繭時，許多物種也會將螫毛成列排在繭外。
螫毛在接觸到皮膚之後會斷裂並扎入至皮膚之中，部分物種的螫毛為中空的並且與製造毒液的細胞連結，類似皮下注射針。大部分的螫毛僅會造成搔癢，但是部分螫毛可能會對眼睛及呼吸道造成傷害，或是造成嚴重的脫皮及壞死。部分天蠶蛾科Lonomia屬物種的螫毛在扎入時會注入足以危害人類生命的劇毒。
螫毛的螫傷多半並非蓄意攻擊，而僅僅是單純的被動防禦。然而，許多具有螫毛的毛蟲會盡可能的主動展示螫毛，成為以牠們為食的掠食者的一大威脅。例如許多枯葉蛾科的毛蟲在胸節上長有許多短而密布的螫毛。這些螫毛平常收疊在皮膚皺褶之中，在面對掠食者時，就會撐開皺褶並顯露出其中的螫毛；這些螫毛多半也具有強烈的對比色，期望透過顏色就能對掠食者造成威嚇。
當被抓住時，毛蟲還會快速扭動，造成大量螫毛扎入至抓住牠們的掠食者，刺激任何接觸到的器官。這讓毛蟲在沒有適合工具的情況下難以進行捕捉。毒液會從斷裂的螫毛中滲出，造成皮膚炎。棕尾毒蛾為歐洲的原生物種，在蛻皮時也會螁下身上的螫毛。而這些螫毛會隨風飄揚，使接觸的人得到皮疹，即使他們並未與毛蟲進行近距離接觸。
縱使有這麼強的防禦策略，許多鳥類仍然能以這些有螫毛的毛蟲為食。牠們會用嘴喙抓住毛蟲並在地面磨擦，直到大部分的螫毛都因此斷裂或脫落。杜鵑科鳥類會將這些毛累積在消化道中直到形成團塊後再反芻吐出。除了杜鵑外，在各大洲共統計有數十種的鳥類以這些有螫毛的毛蟲為食。

## 捕鳥蛛科
新熱帶界90%的捕鳥蛛科物種均具有螫毛，其他各地區的捕鳥蛛則缺乏這項特徵。

### 發展
剛出生的幼蛛並不具有螫毛，但在每次蛻皮後幼蛛的腹部上會逐漸發展出較深色的螫毛；而隨著年紀增長這些螫毛的顏色會逐漸變得與腹部基調一致。不過即使如此，螫毛仍有一些特徵特性使得其能與其他腹部上的毛進行分別，例如螫毛多半傾向僅分布於一部分的後體部上而非完全覆蓋。

### 類型
捕鳥蛛共有六種不同形狀、大小的螫毛，另外其倒刺的形式也有所差異：
- 類型 I 0.2至0.6（0.0079至0.0236英寸）
- 類型 II 0.5至1.5（0.020至0.059英寸）
- 類型 III 0.3至1.2（0.012至0.047英寸）
- 類型 IV 0.06至0.2（0.0024至0.0079英寸）
- 類型 V
- 類型 VI

每種類型的螫毛都是用來針對不同種類的天敵，不過部分類型的螫毛所針對的掠食者物種尚未釐清。
類型 II 通常不會被捕鳥蛛刷下，而是透過直接接觸扎入目標。不過，至少一種Aviculariine亞科的物種－油彩粉紅趾蜘蛛，及數種Theraphosinae亞科的物種，會將類型 II 的螫毛刷下腹部。Avicularia屬、Pachistopelma屬與 Iridopelma屬的捕鳥蛛均具有類型 II 的螫毛。
類型 III 的螫毛在防禦來自脊椎動物與無脊椎動物的攻擊上擁有最好的效果。
類型 III 與 IV 的螫毛最適合用來刺激哺乳動物掠食者

### 物種特有螫毛
不是每一種捕鳥蛛都具有所有類型的螫毛。

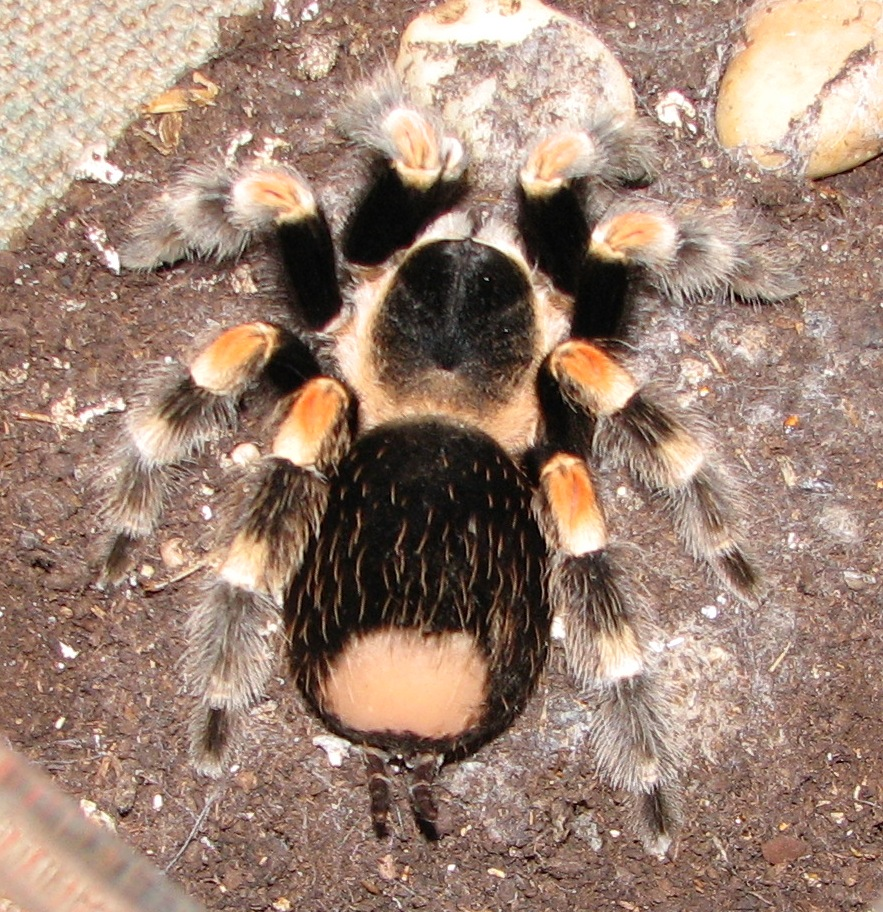
墨西哥紅膝蜘蛛成年雌性個體，部分腹部在螫毛被後腿刷下後呈現無毛的狀態，螫毛會在下次蛻皮後長出

類型 II 的螫毛可以在 Avicularia屬、Pachistopelma屬與 Iridopelma屬（Aviculariine 亞科）的捕鳥蛛上發現。
類型 I 與類型 III 的螫毛普遍分布於捕鳥蛛亞科中的披絨蛛屬、Acanthoscurria屬、Nhandu屬、Megaphobema屬、Sericopelma屬、Eupalaestrus屬、Proshapalopus屬、短尾蛛屬、Cyrtopholis屬等的物種身上。某些成年雄性個體僅具有類型 I 螫毛。在罕見的情況下，有些捕鳥蛛屬物種的身上會僅有類型 III 的螫毛分布。
類型 III 的螫毛同樣也能在體型較小的柔足蛛屬物種上發現。
類型 IV 的螫毛可以在南美洲的 Grammostola屬與 Euathlus屬身上發現（同時具有類型 III 及類型 IV 的螫毛）。
類型 V 的螫毛僅有在 Ephebopus屬物種的觸肢上發現。這些螫毛較其他種類的螫毛來得短且輕，更容易被蜘蛛散播到空氣當中。
類型 VI 的螫毛可以在半損蛛屬物種的身上發現。
擁有最多螫毛的捕鳥蛛為 Lasiodora屬、Grammostola屬及 Acanthoscurria屬物種。

### 防禦行為
新熱帶界的捕鳥蛛在遭遇危險時，會將腹部朝向攻擊者並利用後腿刷過牠們的後體部，使其上的螫毛朝著攻擊者的方向飄去，此行為叫「踢毛」。這些微小的螫毛會刺激小型哺乳動物的黏膜層，造成水腫，並可能致命。螫毛有能力對攻擊者的皮膚及黏膜同時造成物理性以及化學性的傷害。
這些防禦用的螫毛對目標所造成的反應與刺激程度依捕鳥蛛物種的不同可以有很大的差異。例如智利紅玫瑰蜘蛛與粉紅趾蜘蛛的螫毛就幾乎對人類無害；巴西白膝頭蜘蛛會造成些許刺激；巨人捕鳥蛛的螫毛則能造成嚴重的傷害，包括能造成如玻璃纖維割過般疼痛的皮疹。
在刷下這些螫毛後，捕鳥蛛的腹部會有一塊無毛的區域。
另外，台灣Youtuber「史考特 Walking Wild」指出，新熱帶界的捕鳥蛛通常會以踢毛來取代毒牙攻擊，風險低了許多，舊熱帶界的捕鳥蛛由於沒有螫毛，受到威脅則是撲上去使用毒牙來攻擊，飼養風險較高而不建議新手入手飼養，有趣的是少數捕鳥蛛則是罕見使用毒牙攻擊再追加踢毛的組合技

### 領地標記
捕鳥蛛不只會透過螫毛來防禦掠食者的攻擊，同時也會用來標記牠們的領地。這些螫毛多半散佈於蛛穴的入口以及蜘蛛網上。
這些螫毛也會用來保護捕鳥蛛的卵囊（尤其是 Avicularia 屬物種及巨人捕鳥蛛），可以用來防止蛆啃食卵囊中的蜘蛛卵及幼生。

## 螫毛對人類的影響

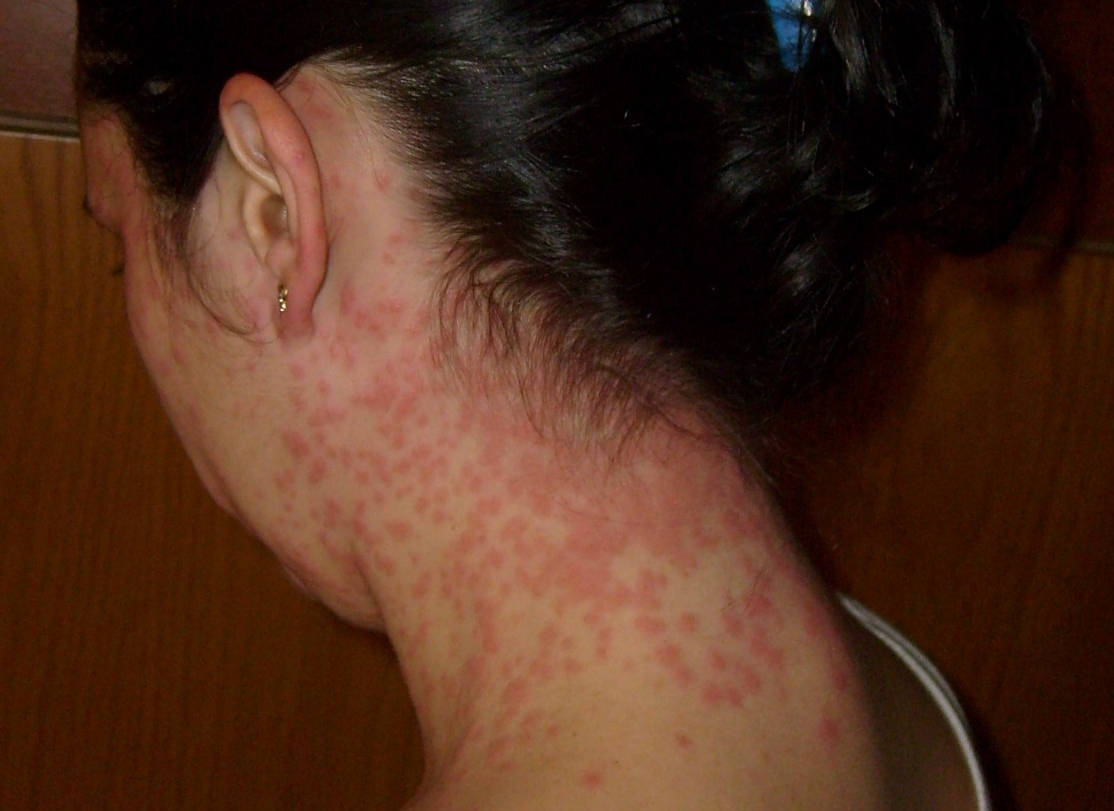
因接觸到棕尾毒蛾螫毛而造成的皮疹

螫毛會觸發人體皮膚的一些過敏反應，包括發炎、皮疹以及搔癢，時間長達數小時至數週。當螫毛扎入角膜時會引起結節性眼炎。捕鳥蛛的飼育者建議在接觸這些動物之前需配戴護目鏡。

## 延伸閱讀
- Matheson, R.  2nd. Ithaca, New York: Comstock Publications. 1950.
- Riley, W.A.; Johannsen, O.A. . New York: McGraw-Hill. 1938.
- Roth, L.M.; Eisner, T.  (PDF). Annual Review of Entomology. 1 January 1962, 7 (1): 107–136  [10 April 2013]. doi:10.1146/annurev.en.07.010162.000543. （原始内容存档 (PDF)于2021-02-25）.
- Wirtz, R.A. . Annual Review of Entomology. 1 January 1984, 29 (1): 47–69. PMID 6362550. doi:10.1146/annurev.en.29.010184.000403.

## 外部連結
- Urticating Caterpillars （页面存档备份，存于） chapter in United States Environmental Protection Agency and University of Florida/Institute of Food and Agricultural Sciences National Public Health Pesticide Applicator Training Manual
- Summary of Lancet article at Physorg. （页面存档备份，存于）